# Georges Devereux
Georges Devereux (născut György Dobó la 13 septembrie 1908, Lugoj – † 28 mai 1985) a fost un psihoterapeut franco-american, fondatorul etnoanalizei și a etnopsihiatriei.

## Viața
S-a născut la Lugoj, în Banat, ca mezinul dintre cei trei copii ai unei familii de evrei de limbă maghiară și germană, pe atunci cetățeni ai Austro-Ungariei, bine situați și educați. 

Numele originar al familiei sale era Deutsch, nume care ulterior a fost maghiarizat în Dobó.

### Contextul familial
Tatăl său, Eugen (Jenő), era avocat, cu vederi  socialiste și admirator al culturii franceze. 

Mama sa, Margarethe (Margit), era în schimb germanofonă  și admiratoare a culturii germane. Copilăria micului Georg a purtat, între altele, amprenta frustrărilor pe care le-a avut in relațiile cu adulții, și mai ales cu mama, care i-a părut insensibilă față de nevoile emoționale ale copiilor.

### Anii timpurii
A stăpânit bine din copilărie limbile maghiară, germană, română și franceză. A arătat, de mic, talent la muzică, cântând la pian, compunând melodii și scriind poezii.

Inițial și-a dorit să devină pianist de concert. Sechelele unui accident la mâna dreaptă l-au obligat să-și schimbe proiectele de viitor, deși a rămas interesat de muzică și a scris și mai târziu piese pentru pian. 

Sub impresia dureroasă a pierderii fratelui său, cu un an mai mare, care s-a sinucis, și refuzând să se înroleze în armată (care la momentul respectiv devenise armata română), a decis la vârsta de 18 ani să plece în lume, mai întâi în Bavaria, iar ulterior la Paris, pentru a studia fizica cu Marie Curie și Jean Perrin. 

Dupa cum se autocaracteriza, ceea ce căuta era adevărul obiectiv în fizică, respectiv adevărul subiectiv în  muzică.
Deși obiectivitatea fizicii îi fusese una din pasiuni, a întrerupt până la urmă studiile de fizică după numai un an și jumătate. 

În perioada ce a urmat a frecventat cercuri literare și artistice din Germania și Franța, a scris literatură avangardistă în germană și franceză, i-a cunoscut, printre alții, pe Klaus Mann și pe Eugene Ionesco, în a cărui publicație Transitions a publicat în 1927. A scris, de asemenea, un roman, rămas nepublicat, La faune dans un enfer bougeois (Fauna într-un infern burghez). 

În 1928, după o boală grea, a plecat pentru o vreme la Leipzig, unde a urmat un curs de librar. Captivat de ideea unor călătorii în țări îndepărtate, a studiat apoi la Școala de limbi orientale din Paris, unde a studiat mai ales limba malaeză, iar în cadrul Institutului de etnologie a urmat cursurile lui Marcel Mauss, Lucien Lévy-Bruhl și Paul Rivet. 

În 1932 a trecut la catolicism și a adoptat numele de familie de origine franceză (dar cunoscut în genealogia aristocratică britanică și americană) Devereux.

### Studii de lingvistică  și etnologie
Fiind  un student deosebit de profund, i s-a conferit o bursă Rockefeller pentru a continua studiile de antropologie în Statele Unite, la Universitatea Berkeley, din statul California, unde i-a avut ca profesori pe Alfred Kroeber și pe Robert H. Lowie, acesta din urmă originar și el din Austro-Ungaria.
In cadrul cercetărilor pe care le-a întreprins la universitate, a fost trimis să studieze la fața locului viața amerindienilor din tribul Mohave din California, de care a rămas atașat până la moarte. 

În anii 1933 - 1935 a plecat în colonia franceză de atunci, Indochina, pentru a cerceta vreme de 18 luni obiceiurile populației Sedang Moï de pe platourile înalte, a căror limbă și-a însușit-o de asemenea.

Întors fiind în Franța, șocat de valul de xenofobie și antisemitism după Afacerea Stavisky, a decis să revină în  Statele Unite, unde, în 1935, și-a obținut doctoratul în antropologie cu o lucrare în care trata viața sexuală a amerindienilor Mohave, care a fost elaborată sub îndrumare profesorului Kroeber.

### Psihanalist
La sfârșitul  anilor 30 s-a interesat tot mai mult de psihanaliză  și de psihiatria transculturală.
Naturalizat american, s-a înrolat în marina militară a S.U.A. și a participat la al doilea război mondial, cu gradul de locotenent. 

La sfârșitul războiului s-a întors în Franța unde 
s-a perfecționat în psihanaliză sub îndrumarea lui Marc Schlumberger, apoi și-a continuat propria analiză la New York, scurtă  vreme, cu Géza Róheim și în fine, la clinica  Menninger a Universității Topeka Kansas, cu Robert Jokl și sub îndrumarea lui Karl Menninger. Clinica Menninger era una din singurele două instituții americane care permitea ne-medicilor să  se perfecționeze în psihanaliză, iar Devereux a lucrat acolo între 1946-1952.
Între alții, a avut ca pacienți veterani de război amerindieni suferind de neuroză post traumatică. Paralel cu activitatea de psihanalist, din 1952 cooptat ca membru în societățile psihanalitice din Philadelphia și New York a predat până în 1959 antropologia la diferite universități, inclusiv la Temple University din Philadelphia.
Din 1959 s-a  stabilit la New York City ca psihanalist. În 1962 a fost invitat de Roger Bastide și Claude Lévi-Strauss pentru a preda etno-psihiatria și psihanaliza la Ecole des Hautes Etudes en Sciences Sociales din Paris.

Din când în când a conferențiat și la  Universitatea Oxford. La Paris a intrat în 1964 ca membru în Societatea Psihanalitică   locală .
S-a retras din activitatea clinică pentru a se dedica dezvoltării disciplinei  pe care a inițiat-o  - etnopsihiatria.
Paralel, la cincizeci de ani  a aprofundat limba greacă veche și a devenit unul din cei mai buni experți în mitologia greacă și în analiza psihologică a miturilor
(la fel ca și un alt erudit originar din Banat, Karl Kerényi).
Opera sa are și astăzi o mare influență în Franța, mai ales în domeniul psihologiei clinice și în tratamentul psihic la populații de  culturi diferite, mai ales cele extra-europene (ceea ce el a numit etnopsihiatrie).

### În viața particulară
In viața particulară, era un om complex și nonconformist, destul de dificil in relațiile cu oamenii, a fost căsătorit de cinci sau șase ori,era un mare fumător. 

Departe de a fi politically correct - avea simpatii si antipatii, uneori capricioase, chiar față  de popoare și culturi, - obiecte ale studiilor sale (de pildă idealiza cultura indienilor Mohave, în timp ce avea o părere negativă despre populația Moi din Indochina). În legatură  cu originea sa evreiască se pare că avut complexe și rezerve. 

În octombrie 1973, în timpul  războiului de Yom Kipur s-a arătat însă îngrijorat pentru soarta Israelului, unde trăia sora sa. 

În ultimii ani ai vieții a preferat să se dedice studiului psihologic aprofundat  al  unei alte culturi "diferite" - cea greacă  veche. 

Din punct de vedere politic era ostil marxismului, la modă în vremea lui în Franța, inclusiv printre discipolii săi, și reprezenta o slăbiciune pentru monarhism.

### Moartea
A murit la Paris la 28 mai 1985, iar cenușa sa a fost transportată, potrivit ultimei sale dorințe, la cimitirul mohave din Parker, Colorado.
Continuatorii săi cei mai cunoscuți în Franța, sunt Tobie Nathan și Marie Rose Moro, care s-au ocupat mai ales de practica clinică cu imigranții. 

De asemenea influența  lui Devereux se resimte in activitatea așa numitei "a doua generații" a școlii de etnopsihanaliză de la Zürich -Mario Erdheim, Maya Nadig, Florence Weiss ș.a.

## Contribuții

### Etnopsihiatria
Prin etnopsihiatrie Devereux a înțeles conceptualizarea și tratarea tulburărilor psihice ținând cont de cultura pacienților.
În lucrarea sa Etnopsihiatria indienior Mohave a descris la amănunt gândirea  psihiatrică a acestei populații. El a văzut în interesul pe care acești oameni îl acordau psihopatologiei un semn de respect dat de societatea lor individului.
In Psihoterapia  unui indian al preriilor, Devereux arată  necesitatea dezvoltării unui aparataj conceptual adecvat culturii pacientului și trasează căile de folosire rațională a culturii tradiționale în psihoterapie.
În Studiul avortului  în societățile primitive, Devereux găsește că lista completă a  fantasmelor pacienților revelate în cursul tratamentului psihanalitic corespunde listei riturilor si obiceiurilor descrise de etnologi. Dupa el psihanaliștii și etnologii ajung de fapt să descrie  aceeași realitate, primii o văd dinăuntru, iar ceilalți "dinafară ". Această ipoteză el a reluat-o in cartea Etnopsihanaliza complementarista.
Eseurile de etnopsihiatrie  generală, prima sa carte aparută în franceză abordează realitatea clinică și procedează la clasificarea  ei din punctul de vedere specific  etnopsihiatric.
Iar în De la  angoasă  la științele  comportamentului, Devereux ,inspirat de concepția psihanalitică, subliniază rolul experienței subiective (inclusiv contra-transferul) a cercetătorului fenomenelor umane  ca instrument de cercetare de prima mână, și nu, cum s-ar putea crede ca obstacol ori factor de deformare a realității.

Devereux  citeaza ca exemple de studii care s-au bazat in  mod productiv si pe instrumentul experientei subiective a cercetatorului - Tropice triste de Claude Lévi- Strauss, Africa  ambiguă de Georges Balandier și Exoticul  cotidian ("L'exotique  au quotidien") de Georges Condominas.
În cărțile consacrate analizei miturilor grecești Devereux prezintă mitologia ca o sursă inepuizabilă de fantasme si mecanisme de apărare -soluții la problemele psihice cu care se confruntă omul - în cuvintele lui, o adevarată cămară a inconștientului.
Din 1993 s-a deschis la Paris un Centru Georges Devereux, centru universitar de asistență  psihologică pentru familiile de imigranți,  unde echipe multidisciplinare, incluzând în afară de psihologi, psihiatri, lucrători sociali și vindecători populari sau deservenți de culte din comunitățile respective, de obicei de imigranți sau lucrători străini, dezbat impreună cu pacienții si familiile lor natura problemei psihice cu care se confruntă și căile de a o trata, ținând cont de conceptualizarea tradițională și mijloacele tradiționale de tratament .

Discuția cu pacienții și familiile lor are loc în limba lor maternă, iar echipa se ajută de traducere.

## Opere
Acesta a scris în total 12 cărți și circa 400 de texte și articole. 
- Mohave Ethnopschiatry (Etnopsihiatrie mohavă)

Ethnopsychiatrie des indiens mohaves, Ed.: Empecheurs Penser en Rond, 1996, ISBN 2-908602-83-0
- Psychothérapie d'un indien des plaines: réalités et rêve, [1951], rééd. Fayard, 1998, ISBN 2-213-60024-4

(Psihoterapia  unui indian al preriilor)
- Study of Abortion in  Primitive  Societies  (Studiul  avortului  in societățile primitive )

- Essais d'ethnopsychiatrie générale, Paris, Gallimard, 1970 (réédité en coll. Tel, 1983, ISBN 2-07-028206-6

( Eseuri de  etnopsihiatrie generală )
- De l'angoisse à la méthode dans les sciences du comportement, Paris, Flammarion, 1980 [1967 pour l'édition originale en anglais], 474 p. Ed.: Aubier Montaigne, 1998, ISBN 2-7007-2186-1(De la  angoasă  la metodă   in științele comportamentului )

- Ethnopsychanalyse complémentariste, Paris, Flammarion, 1985 [première édition 1972], 375 p. (Etnopsihanaliză   complementaristă)

- Femme et Mythe, Paris, 1982, Flammarion, rééd. coll. Champs-poche: 1999, ISBN 2-08-081180-0 (Femeie și Mit )

- Les rêves dans la tragédie grecque, Paris, Les Belles Lettres, coll. «Vérité des mythes», 2006, 522 p. (ISBN 2-251-32438-0) Traduction de Dreams in Greek tragedy : an ethno-psycho-analytical study, Berkeley University Press, 1976.(Visele  în tragedia greacă:un studiu etno-psihanalitic)

- Tragédie et poésie grecques,  Ed.: Flammarion, 1992, ISBN 2-08-210645-4 (Tragedie și poezii grecești)

- Cleomene le roi fou:  Études d'histoire ethnopsychanalytique, Paris, Aubier, 1998, ISBN 2-7007-2114-4

(Cleomene ,regele nebun: studii de istorie  etnopsihiatrică  )